# グラディス・ハンセン
グラディス・コックス・ハンセン（英語: Gladys Cox Hansen、1925年6月12日 - 2017年3月5日）は、アメリカ合衆国の図書館員、アーキビスト、著述家である。サンフランシスコの歴史とサンフランシスコ地震における高い専門性を有していた。

## 若い頃
1925年、カリフォルニア州バークレーに生まれる。子どもの頃にサンフランシスコに引っ越しすると、生涯のほとんどをそこで過ごした。ローウェル高等学校を卒業し、サンフランシスコ州立大学に入学したものの、学位を取ることなく大学をやめている。

## 職歴
17歳の頃、ハンセンは、サンフランシスコ公共図書館のプレシディオ分館でアルバイトを始めた。その後、本館直属の分館での勤務を経て、1963年、カリフォルニア州関連の収集品を管理する図書館の部門に配属された。1972年には、36代サンフランシスコ市長のジョセフ・アリオートによって、市のアーキビストに任命された。1991年、サンフランシスコ市立博物館を設立させ、電子博物館のウェブサイトの立ち上げも行なった。図書館業務の傍ら、サンフランシスコ市ガイド (San Francisco City Guides) という、市のウォーキングガイドを提供するボランティア団体を創設した。1992年にサンフランシスコ公共図書館の本館を退職した。

## サンフランシスコ地震の調査
1963年、収集品管理部門に配属されたハンセンは、サンフランシスコ地震の死者の身元を研究し始めた。1989年に、成果物として、『災害の拒否』(Denial of Disaster) と題した書籍を共著で著した。『災害の拒否』は、サンフランシスコ地震による死者数が、大幅かつ意図的に低く公表されたと主張するものである。1907年に公開された当時の公式の死者数はたったの478人とされたが、ハンセンは3000人以上の死者数を見積もったのである。
図書館員の仕事を辞めても、ハンセンは地震犠牲者の身元調査を続けた。1997年、サンフランシスコ歴史協会 (San Francisco History Association) からサンロス創設者賞を受賞した。2005年、サンフランシスコ市郡監督委員会（日本で言う市議会に相当）は、満場一致でハンセンが共同で提出した決議を可決した。この決議は、1907年当時の公式発表を破棄するものであった。

## 私生活
ハンセンは、第二次世界大戦時のパイロットで、アメリカ陸軍航空隊所属のウィリアム・ハンセン (William Hansen) と結婚した。リチャードという子を儲けた。

## 死去
老衰のため、2017年3月5日にサンフランシスコにて死去した。91歳だった。

## 主要作品
- Gladys C. Hansen; William F. Heintz (1970). The Chinese in California: a Brief Bibliographic History. Richard Abel & Company Inc.. ISBN 9781111671631
- Gladys C. Hansen (1980). San Francisco Almanac: Everything You Want to Know about the City. Presidio Press. ISBN 9780891410928
- Gladys C. Hansen; Emmet Condon (1989). Denial of Disaster. Cameron and Company. ISBN 9780918684332
- Richard Hansen; Gladys Hansen (2013). 1906 San Francisco Earthquake. Arcadia Publishing. ISBN 9780738596587
- Gladys Hansen; Richard Hansen; William Blaisdell (April 5, 2013). Earthquake, Fire and Epidemic: Personal Accounts of the 1906 Disaster. Untreed Reads. ISBN 9781611875423